# Cultura talaiòtica

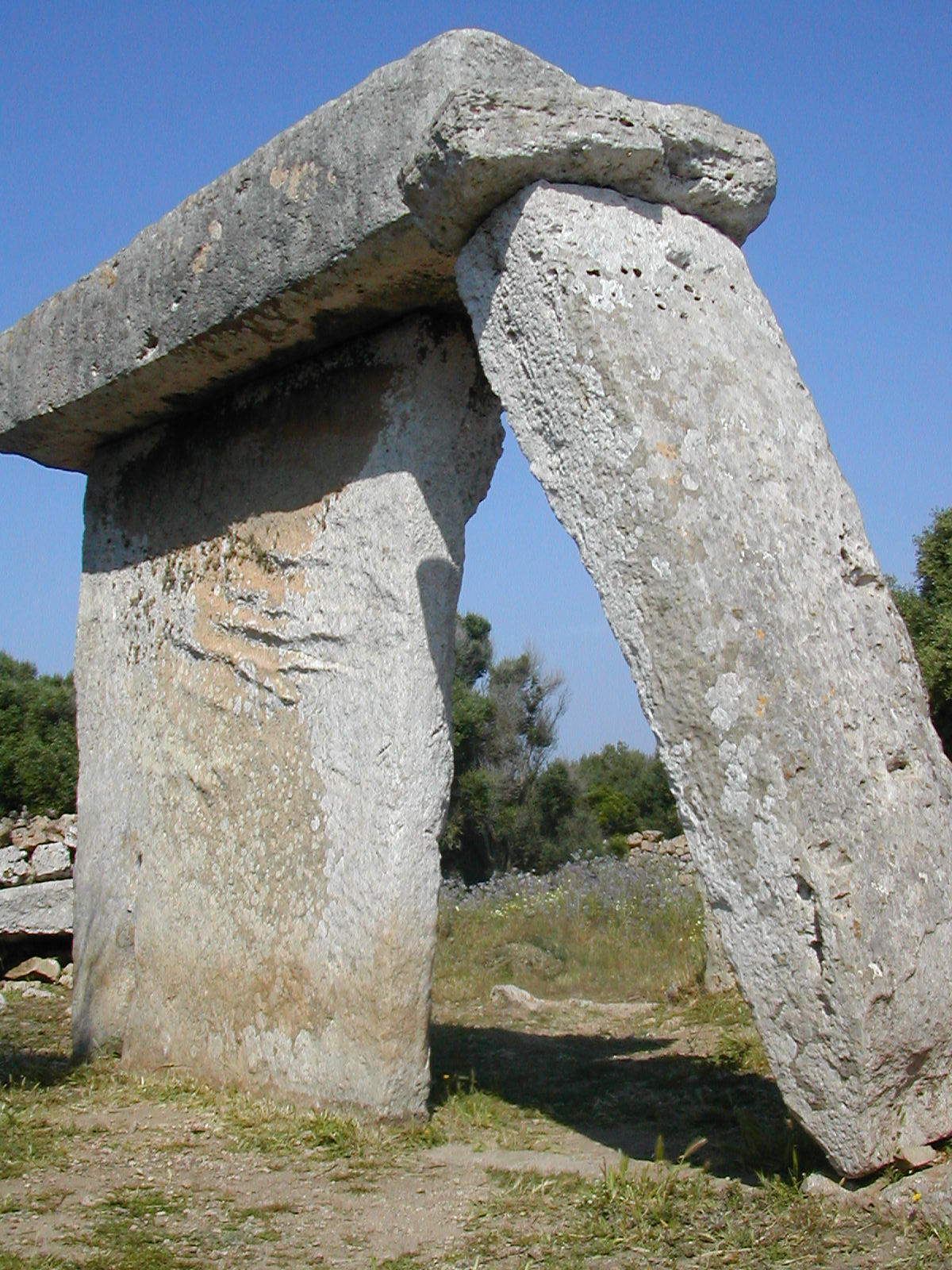
Taula de Talatí de Dalt, poblat talaiòtic de Menorca.

La cultura talaiòtica és l'etapa cultural que es desenvolupà a les Illes Balears - entenent aquestes com a Mallorca i Menorca - durant l'Edat del Bronze i l'edat del ferro. També s'han trobat restes d'aquesta cultura a illots de Mallorca com l'Illot des Porros o a la cova de sa Font i a cala Lledó de sa Dragonera. A les Pitiüses de moment solament s'han documentat hàbitats del període naviforme.

## Antecedents
L'etapa compresa entre l'establiment de les primeres comunitats humanes a les Illes Balears i l'aparició de la cultura talaiòtica s'anomena tradicionalment període pretalaiòtic, tot i que en els últims anys se l'ha anomenat també període naviforme (Universitat de Barcelona).
Actualment, les evidències clares més antigues del primer poblament humà a les Gimnèsies (Mallorca i Menorca) se situen al III mil·lenni abans de la nostra era. A partir de certes similituds en els espais funeraris, sembla que la zona de procedència més probable dels primers colons seria el Golf de Lleó, tot i que l'origen dels primers pobladors de les Illes Balears no és un tema tancat. En qualsevol cas, serien grups amb una economia basada en l'agricultura de cereals i la ramaderia de cabres, ovelles i amb menor importància, vaques i porcs. Destaca el nul aprofitament dels recursos marins, que es perllongarà fins a les darreres fases de la prehistòria (Talaiòtic Final) de Mallorca i Menorca. Es documenta, des del primer moment, la fabricació de ceràmica i la metal·lúrgia del coure. Entre el 2200 i el 1900 aC arriben influències de la cultura del vas campaniforme (només a Mallorca, no a Menorca), que en aquesta època s'expandia per Europa, el nord d'Àfrica i la Mediterrània.
L'aspecte d'aquest primer poblament que es coneix millor és el món funerari: tant a Menorca com a Mallorca s'han excavat diversos dolmens, paradolmens i hipogeus que corresponen a aquest període. Pel que fa als contextos domèstics d'aquest primer moment, a Mallorca es documenten cabanes de planta circular, però també estructures allargades construïdes amb tècnica ciclòpia, que enllacen amb les navetes d'habitació documentades massivament a partir del 1600 aC. A partir d'aquest moment destaca la homogeneïtat cultural, sobretot pel que fa als contextos domèstics, entre Mallorca i Menorca.
L'etapa anterior al període talaiòtic es caracteritza per la presència de petits nuclis de població aparentment igualitaris, amb les navetes d'habitació com a unitat domèstica típica i una economia agrícola i ramadera. Cap a finals del segon mil·lenni aC es detecten canvis en el patró d'assentament amb una major concentració de la població, la jerarquització de l'espai intern del poblat en alguns assentaments, l'augment d'eines i armes de bronze i canvis en les tècniques de fabricació de la ceràmica. Es constata un lleuger increment de la presència de materials d'importació, tot i que les illes continuen essent un indret marginal dins de les xarxes comercials del moment.

## Periodització
Cal tenir en compte que el complex cultural conegut com a talaiòtic comprèn un arc temporal molt ampli, i no existeix un acord entre els investigadors, pel que fa a la sistematització de les etapes i de la cronologia. Per altra banda, aquesta cultura presenta diferències significatives, tant pel que fa a les seves característiques, com possiblement al seu desenvolupament cronològic, entre Mallorca i Menorca.
Un dels primers autors que es va ocupar de les restes materials d'aquesta cultura va ser Joan Ramis i Ramis, a la seva obra Antigüedades célticas de la isla de Menorca, que és el primer llibre en castellà íntegrament dedicat a la prehistòria.

## Propostes interpretatives i cronològiques

### Proposta delMuseu de Menorca
Un dels esquemes cronològics pel període talaiòtic a Menorca ha estat proposat per Lluís Plantalamor Massanet.[1] Segons aquest autor, al voltant del 1500 aC es produeix un canvi cultural important a causa de l'arribada de gent forana a l'illa de Menorca. Es van abandonant els sistemes de vida anteriors i apareixen les primeres concentracions de cases en assentaments, en els quals es dona una prioritat defensiva (amb muralles i talaiots), jerarquització social, especialització de la feina en comunitat i la gradual complexitat en els rituals i en les creences religioses. Es distingeixen quatre períodes:

#### Talaiòtic I (1500-1000 aC)
Període de transició.Perduren els sistemes d'enterrament de l'etapa anterior (amb navetes d'enterrament), però s'introdueixen nous models constructius a causa d'una necessitat defensiva de la comunitat (talaiots i muralles). Es perfecciona la manufactura de la ceràmica i s'introdueix la metal·lúrgia del bronze. El monument més característic de la nova cultura és el talaiot. Pot definir-se com una gran torre troncocònica (troncopiramidal també a Mallorca), construïda a partir de diversos anells concèntrics de grans pedres entre els quals hi ha un reblert de pedres més petites. A diferència de Mallorca, els talaiots menorquins generalment no tenen cambra interior.

#### Talaiòtic II (1000-700 aC)
S'abandonen els sistemes constructius del pretalaiòtic i es desenvolupen les grans concentracions urbanes. Es reafirma la jerarquització social i la divisió de la feina, fruit d'un estadi cultural plenament urbà. És a partir d'aquesta etapa quan es construeixen uns santuaris únics a la Mediterrània: les taules. Són uns recintes de planta més o menys en forma de ferradura, delimitats per un mur ciclopi on s'intercalen columnetes i on al seu interior s'alça una gran columna monolítica de base rectangular coronada amb un capitell pla i molt sobresortint que dona lloc a l'analogia d'una taula.

#### Talaiòtic III (700-300 aC)
Els progressius contactes comercials amb grecs, fenicis i cartaginesos porten als talaiòtics a reforçar els seus llogarets amb construccions defensives addicionals amb bastions i torres de defensa. D'altra banda, s'introdueixen noves modalitats constructives, les cases circulars amb pati central, i apareixen objectes sumptuaris de bronze i armament de ferro.

#### Talaiòtic IV (400/300-123 aC)
El comerç amb les grans civilitzacions marineres de la Mediterrània s'intensifica. Es passa d'un simple intercanvi d'objectes preuats (segurament dirigits a enaltir als cabdills talaiòtics) a un traspàs de béns i aliments bàsics. Roma es converteix en una potència hegemònica i això anirà en detriment de Menorca, que a poc a poc va quedant-se arraconada un cop l'aliat cartaginès és vençut. Els poblets interiors són destruïts i reconstruïts durant les guerres púniques, però finalment van caient en decadència. Els santuaris talaiòtics (les taules) es van abandonant. En canvi, prenen importància els nuclis talaiòtics situats a la vora dels ports naturals més importants. La presència continuada de comerciants forasters fa acostar als seus embarcadors comunitats talaiòtiques tardanes.

### Proposta cronològica de la Universitat Autònoma de Barcelona
Aquesta proposta del Grup d'Arqueologia Social del Mediterrani, dirigit per V. Llull, considera que les primeres manifestacions talaiòtiques es produeixen cap a l'any 1000 aC, moment en què apareixen els primers talaiots de forma contemporània als últims naviformes pretalaiòtics. Aquesta periodització respon a les investigacions del poblat de Son Fornés (Mallorca) i a les Coves d'es Càrritx i Mussol (Menorca). Aposten per anomenar cada etapa a partir dels elements propis que en cada moment varen ser construïts a les Balears. Divideixen l'etapa talaiòtica en tres fases: la Prototalaiòtica (1050 – 850 aC) on s'abandonen les navetes d'habitació, s'incrementa l'assentament en nuclis més grans, disminueixen les relacions amb Mallorca i es detecten els primers indicis de tractament diferenciat en l'àmbit funerari. La Talaiòtica (850 – 550 aC) on es detecta la construcció dels primers talaiots i els primers indicis de jerarquització social. I la Posttalaiòtica (550 – 123 aC.) on apareixen les cases monumentals de forma circular (Cercles), la construcció dels Recintes de Taula com edifici principal del poblat, grans necròpolis de coves artificials (inici de l'enterrament en calç) i creixent complexitat social amb una importància clau dels contactes amb el món púnic, els quals integrarien les illes als circuits comercials de la Mediterrània.

### Proposta cronològica de la Universitat de les Illes Balears
Fruit de les investigacions de V. Guerreo, M. Calvo i B. Salvà, tots de la Universitat de les Illes Balears, es proposa que la cultura talaiòtica és bàsicament una societat de l'Edat del Ferro, de manera que la seva gènesi se situaria cap el 900 aC. amb la construcció dels primers talaiots i acabaria l'any 123 aC. amb la conquesta romana de les Illes Balears. Un dels elements importants dins aquesta periodització és que consideren la cultura talaiòtica el resultat de l'evolució interna de les societats pretalaiòtiques del bronze final, potenciada per la influència del comerç púnic al Mediterrani occidental.

### Proposta més recent
Recentment ha sorgit una proposta cronològica, centrada en l'àmbit de Menorca i basada en els resultats de les darreres investigacions, que planteja que el desenvolupament de la cultura talaiòtica de Menorca presenta unes característiques prou diferenciades de la mallorquina i que el desenvolupament cronològic de totes dues podria no ser plenament sincrònic. Així, el fenomen talaiòtic a Menorca s'iniciaria cap al 1200 aC. La primera etapa d'aquesta cultura (Talaiòtic Inicial) es perllongaria fins al 500 aC i es caracteritzaria per la construcció dels elements monumentals coneguts com a talaiots, al voltant dels quals apareixen nous poblats, que substitueixen els anteriors assentaments de navetes d'habitació. L'etapa compresa entre el 500 aC i la romanització (segle 1 aC) s'anomena Talaiòtic Final, i es caracteritza per una sèrie de canvis socials, possiblement relacionats amb la creixent influència del món colonial púnic.

## Trets culturals

### Període talaiòtic inicial i ple
Alguns investigadors coincideixen que la societat talaiòtica presentaria una certa estratificació social i un accés diferenciat als recursos, tot i que hi ha altres arqueòlegs que consideren que s'hauria tractat d'una societat igualitària, i que la jerarquització no hauria aparegut fins al període posttalaiòtic. En qualsevol cas, sembla que la població es concentra en poblats, que creixen al voltant dels talaiots.
D'acord amb les evidències arqueològiques les bases econòmiques de la societat talaiòtica eren el conreu del cereals i la ramaderia de caprins (cabres i ovelles) combinada, i, en menor mesura, la cria de porcs i vaques.

#### El període talaiòtic a Menorca

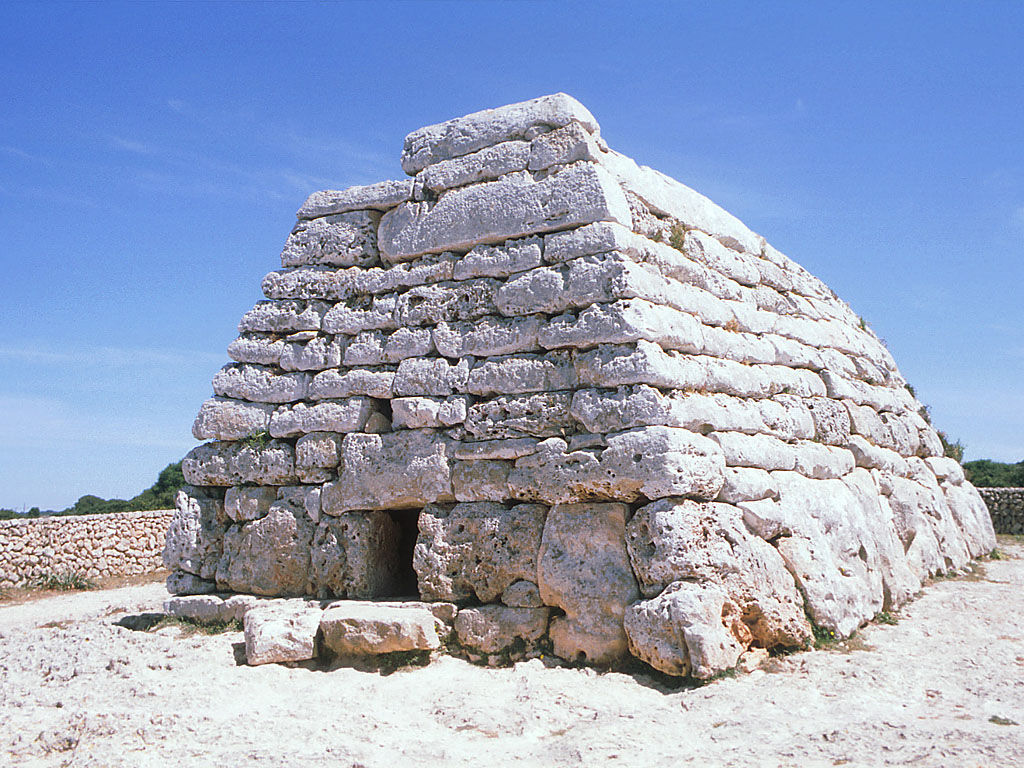
Període talaiòtic a Menorca: Naveta des Tudons.

· Espais d'hàbitat: Un cop abandonats els assentaments naviformes, fet que s'ha documentat en diferents jaciments de l'illa com Cala Morell, Son Mercer de Baix, etc, la població s'assenta en nous poblats dels quals no coneixem com eren les seves cases. Molt probablement les remodelacions i les construccions dels posteriors hàbitats a sobre mateix d'aquestes fan difícil documentar-les.
· El talaiot: Es tracta de l'element arquitectònic que dona nom a l'etapa cultural. Són els monuments més nombrosos de la Menorca prehistòrica (més de 300), però degut a la manca d'excavacions, podríem dir que són les estructures més desconegudes del període. A partir de recents excavacions sembla que el seu origen s'ha de situar a les acaballes del II mil·lenni aC. i perduraria en ús fins més o menys el 500 aC. Els talaiots de Menorca, al contrari que els de Mallorca, presenten una gran diversitat tipològica, es documenten talaiots amb estructures adossades com el de Cornia Nou, de planta quadrangular, de forma el·líptica, amb cambra interior com el de Sant Agustí, amb corredor, etc.
No es coneix amb certesa la funció d'aquests edificis, que degut a la diversitat tipològica pot respondre a vàries funcions com ara la de torre de vigilància dins els poblats, edifici amb certs caràcters cultuals, elements simbòlics destinats a la representació del poder de la classe dominant, elements de control del territori, etc.
A Menorca hi ha evidències clares de la construcció de talaiots cap a l'any 1000 aC, com per exemple a Cornia Nou, mentre que a Mallorca sembla que les evidències més antigues no anirien més enllà del 850 aC. A ambdues illes sembla que, almenys alguns d'aquests edificis, entrarien en decadència entre el 600 i el 500 aC, coincidint amb l'inici de la influència del món púnic. Aquesta fase, anomenada període posttalaiòtic, talaiòtic final, o període baleàric es caracteritza per la creixent influència de la cultura púnica. Finalitza amb la conquesta romana de les illes el 123 aC.
· Edificis adossats a talaiots

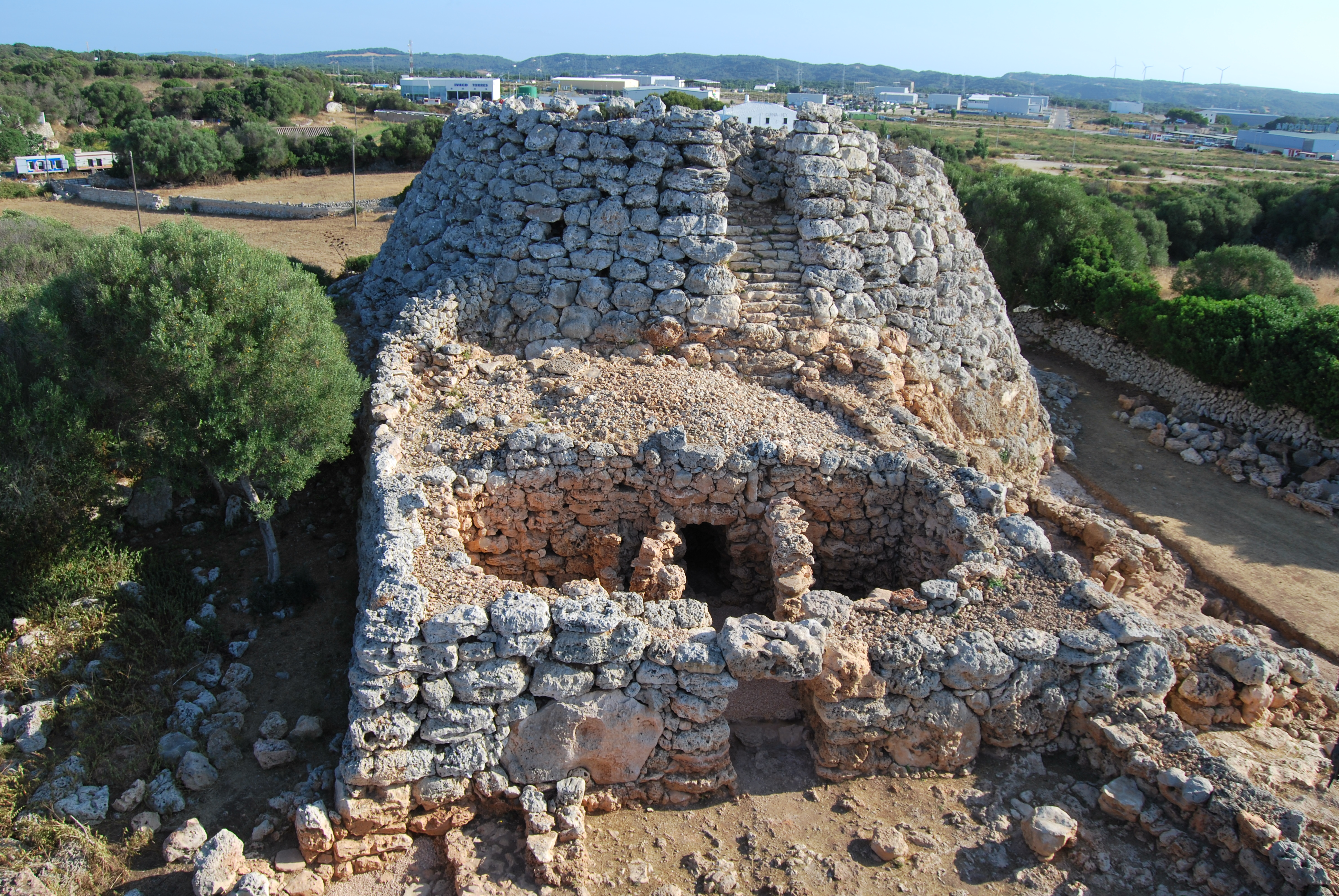
Període talaiòtic a Menorca: Talaiot oest de Cornia Nou, vist des del sud

Tot i no haver documentat hàbitats d'aquest període, si que s'ha excavat un conjunt d'edificis adossats al talaiot oest de Cornia Nou que respondrien cronològicament a aquest període. Es tracta d'estructures de planta rectangular amb angles força marcats que s'adossen al talaiot. Els murs de tècnica ciclòpia són de doble parament, gruixuts i alts. Pel que s'ha documentat arqueològicament sembla que es tracta d'edificis relacionats amb el processament d'aliments, sobretot gra i carn, i la seva funció estaria relacionada amb la redistribució d'aquests aliments. Això fa pensar als investigadors en una incipient jerarquització de la societat, on una elit tenia el control sobre els recursos.

#### Recintes religiosos
Poc, per no dir res, és el que es coneix avui dia sobre els edificis de caràcter cultual del període talaiòtic. Com s'ha mencionat abans sembla que s'abandonen les coves com a llocs de ritual (Cova des Mussol) i aquests es traslladen a l'interior dels assentaments. Al poblat de Trepucó es poden observar restes d'un edifici anterior al recinte de taula, tot i que no es pot concloure que fos de caràcter religiós.
· Espais funeraris: En el moment d'interpàs de l'etapa pretalaiòtica a la talaiòtica, el que s'anomena prototalaiòtic, Talaiòtic II o la primera fase del Talaiòtic inicial, es detecten canvis en els rituals funeraris de les coves murades (cova des Càrritx) i de les navetes i es documenta la utilització de nous espais funeraris com les coves naturals (com la des Pas) i hipogeus de planta senzilla. Entre els nous rituals destaca el dels cabells (tenyir-los, tallar-los i guardar-los dins tubs de banya) que es documenta a les coves des Carritx (Algendar), des Pas (Algendar) i des Morts (Mongofra).
Tot aquesta pluralitat de rituals i de llocs funeraris queda força desdibuixada a l'etapa de màxima esplendor de la cultura talaiòtica, 850-800 aC. fins al 500 aC. L'hipogeu XXI de Cales Coves és un dels pocs llocs, juntament amb la fase final de la cova des Càrritx i des Pas, que ens ofereix informació. L'excavació de l'hipogeu, tot i haver estat espoliat, va proporcionar restes de fusta de civeres i taüts on eren enterrats els morts, varis objectes d'aixovar com puntes de llança, una arracada de plata, etc.

#### El període talaiòtic a Mallorca

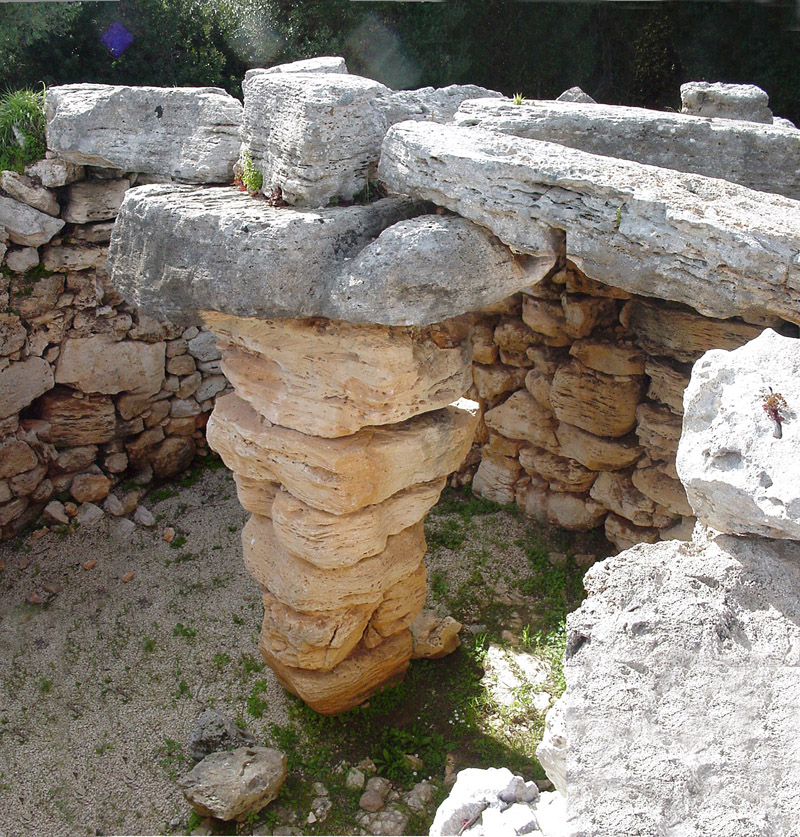
Període talaiòtic a Mallorca: interior de talaiot del poblat de s'Hospitalet Vell. S'hi pot apreciar la columna central

· Espais d'hàbitat: Igual que a Menorca, l'element més característic de la cultura talaiòtica mallorquina són els talaiots: n'hi ha de planta circular (els més comuns) i de planta quadrada. Tant uns com els altres presenten generalment un espai interior de planta circular, força ampli, amb una columna central que serveix per sustentar la coberta, construïda a base de grans lloses de pedra disposades de forma radial. Un bon exemple dels talaiots mallorquins el trobem al poblat de Son Fornés. Amb els seus grans espais interns, s'ha proposat que podria tractar-se d'espais comunitaris, on es redistribuirien els aliments entre tots els membres de la comunitat.
· Espais funeraris:
Els espais funeraris no presenten tanta diversitat com a Menorca. S'hi documenten les coves, però no les navetes d'enterrament. S'hi documenten rituals funeraris complexos, en un context d'inhumacions col·lectives.

### Període posttalaiòtic o talaiòtic final
El període posttalaiòtic, període talaiòtic final, o període baleàric és la darrera fase cronològica, ja corresponent a la protohistòria, de la cultura talaiòtica, que es desenvolupa a Menorca i Mallorca. La seva cronologia ocupa bona part de l'edat del ferro, ja que va des del 600-500 aC, moment en què sembla que es comencen a abandonar alguns talaiots, fins al 123 aC, quan es produeix la conquesta romana.
Una de les característiques més destacades d'aquest període és la creixent influència de la cultura púnica. A partir del segle v aC està documentat que els foners balears lluiten com a mercenaris per als púnics. Gràcies a aquesta activitat, arribaran a les illes grans quantitats de materials d'importació, especialment vi, que es transportava dins àmfores, però també grans quantitats de recipients ceràmics, ornaments de pasta de vidre, metalls i persones. Malgrat tot, aquesta arribada de materials d'importació només es documenta de forma massiva, a nivell arqueològic, a partir del segle iii aC.

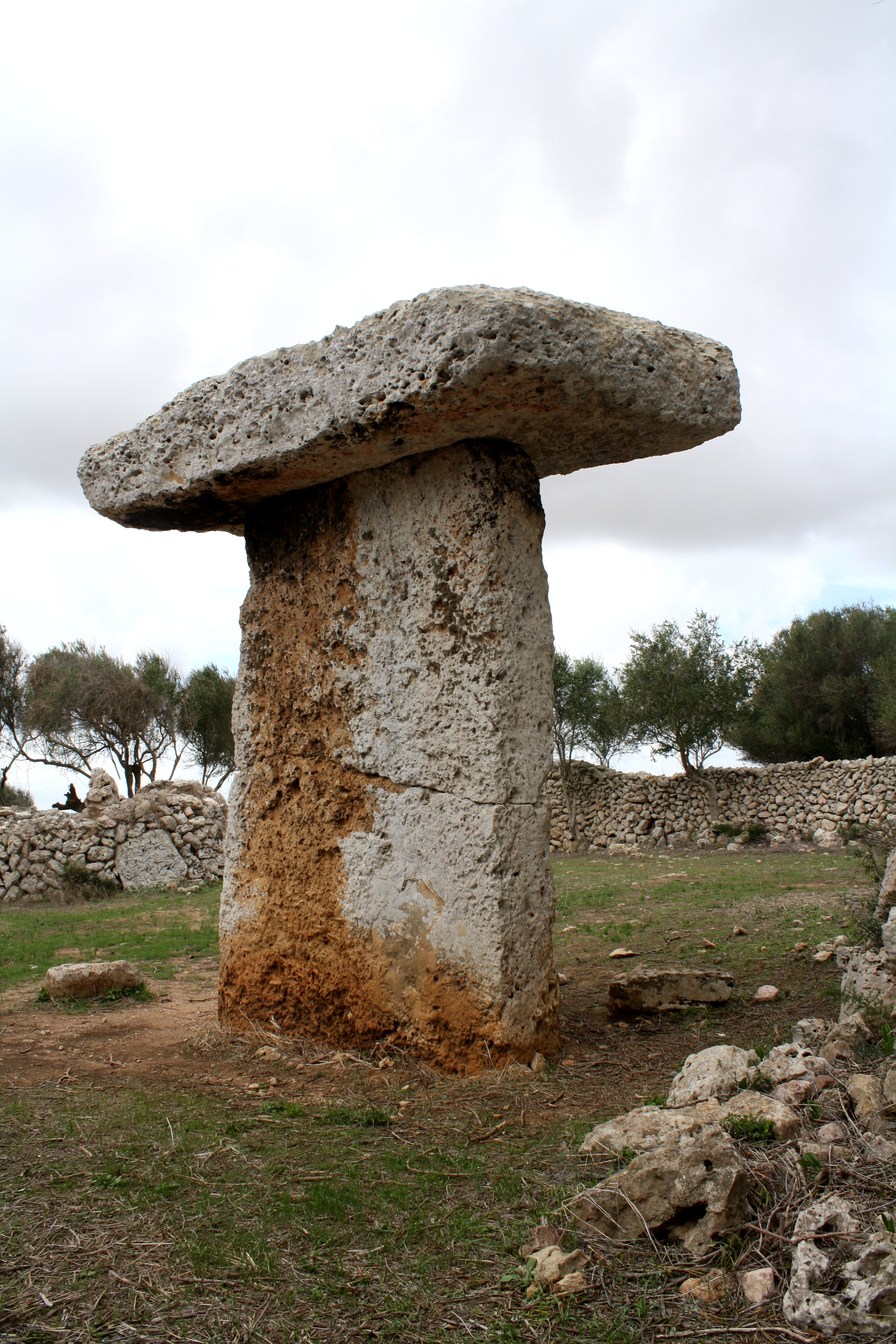
Període posttalaiòtic a Menorca: taula del poblat talaiòtic de Torretrencada

En l'àmbit social, aquests materials d'importació, de gran valor i controlats per les elits locals, actuarien com a béns de prestigi que servirien per expressar el poder de les classes dominants, en un context d'accés diferenciat als recursos. En molts casos, aquests béns de prestigi s'incorporen als aixovars funeraris. En aquesta etapa, a les dades proporcionades per l'arqueologia s'hi han d'afegir les fonts escrites gregues i romanes. A través d'elles, se sap que els habitants de les illes utilitzaven un ungüent fet amb oli de llentiscle (en aquesta època, no s'havia generalitzat encara l'oli d'oliva) i saïm de porc, amb què s'untaven el cos. Aquests autors expliquen també que els illencs anaven nus, durant l'estiu, mentre que a l'hivern es cobrien amb pells, segons alguns autors, o amb una túnica curta, segons altres. Els baleàrics disposaven de mules que exportaven, potser, a altres regions, perquè també apareixen citades en les fonts com una de les peculiaritats de les illes.

#### El període posttalaiòtic o talaiòtic final a Menorca
A part dels trets ja esmentats, aquesta fase es caracteritza a Menorca pel creixement dels nuclis de població i l'aparició de nous models arquitectònics. La tècnica constructiva ciclòpia, els rituals funeraris de caràcter col·lectiu, i la tecnologia de producció ceràmica d'aquest període són de tradició indígena, entroncant amb la fase anterior. A Menorca, aquesta fase correspondria al Talaiòtic IV de la periodització de Lluís Plantalamor Massanet.
- Espais d'hàbitat: és a partir del 600 aC. quan sembla, apareixen les característiques cases de planta circular anomenades cercles (enllaç a l'article de l'estructura) les quals estan força documentades degut al treball d'excavació dels últims anys al poblat de Torre d'en Galmés.[28][29] Aquestes cases tenen un gran pati exterior tancat on s'han documentat restes de diverses activitats que s'hi portaven a terme, relacionades amb la producció i processament d'aliments, fabricació de diversos atuells, resguard del remat, etc.

- Els recintes sagrats: Dins aquesta tipologia d'edificis destaca per damunt de tot el recinte de Taula. Es tracta d'un tipus d'estructura exclusiva de Menorca, existent en alguns poblats de l'illa i que sembla es documenta a partir del segle vi aC. Consisteix en un gran edifici de planta en forma de ferradura amb murs ciclopis de doble parament, amb una cara exterior de grans lloses i una cara interna de pedres mitjanes. A l'interior del recinte es localitzen tot un seguit de pilastres laterals adossats al mur perimetral i gairebé al centre la Taula. Aquesta està formada per dos grans blocs de pedra col·locats un sobre l'altre formant una T (en alguns casos sobrepassa els quatre metres d'altura). A dia d'avui encara és un misteri com es van construir tot i que han sorgit un seguit de hipòtesis de com varen col·locar aquestes dues pedres. El caràcter religiós del complex sembla admès per tots els investigadors, ara bé, hi ha tot un seguit d'elements que resten en discussió entre els experts, com ara si era un edifici cobert o descobert i sobretot el paper que jugava la taula al seu interior; era senzillament un pilar que sustentava el possible sostre, es tracta d'un element simbòlic, representa a una divinitat tauromòrfica com afirmen alguns investigadors i un llarg etc.

- Espais funeraris:Els canvis arquitectònics que es produeixen dins dels poblats tenen el seu reflex en el món funerari. A diferència de l'etapa anterior, els espais funeraris del talaiòtic final estan força documentats. Es tracta dels grans hipogeus monumentals, excavats a la roca, a les parets dels barrancs o sota terra. Són coves generalment de planta complexa, polilobular en molts dels casos, que formen el que s'anomenen capelles separades per columnes, algunes d'elles exemptes. Ens trobem alguns cops amb diversos nivells del paviment, fet que provoca que algunes capelles o parts de la cova es trobin més altes. No hem d'oblidar que algunes d'aquestes coves presenten al davant el que sembla un pati picat a la roca que fa que l'entrada quedi alçada, aquesta tipologia la podem veure a la necròpolis de Cala Morell. La funció d'aquest patí es discutida pels investigadors, alguns pensen que es tracta d'un pati inundable que crearia una barrera entre el món dels morts i el dels vius, altres creuen que a dins d'aquest pati es realitzarien alguns rituals relacionats amb els difunts.

El fet que hagin estat ocupats al llarg de la història per diversos usos fa que siguin pocs els que han proporcionat dades per tal d'entendre els rituals funeraris que es feien als difunts. Tot i així alguns han proporcionat algunes dades i sabem que els individus eren inhumats en taüts o simplement dipositats al terra de la cova, un altre tipus d'enterrament que s'ha documentat és la cremació amb calç. Sabem de quina manera s'enterraven però no quin tipus de ritual es portava a terme.
Les últimes excavacions de dues coves d'aquesta tipologia al canal dels Horts podran aportar més informació sobre el món funerari posttalaiòtic.

#### El període posttalaiòtic o talaiòtic final a Mallorca

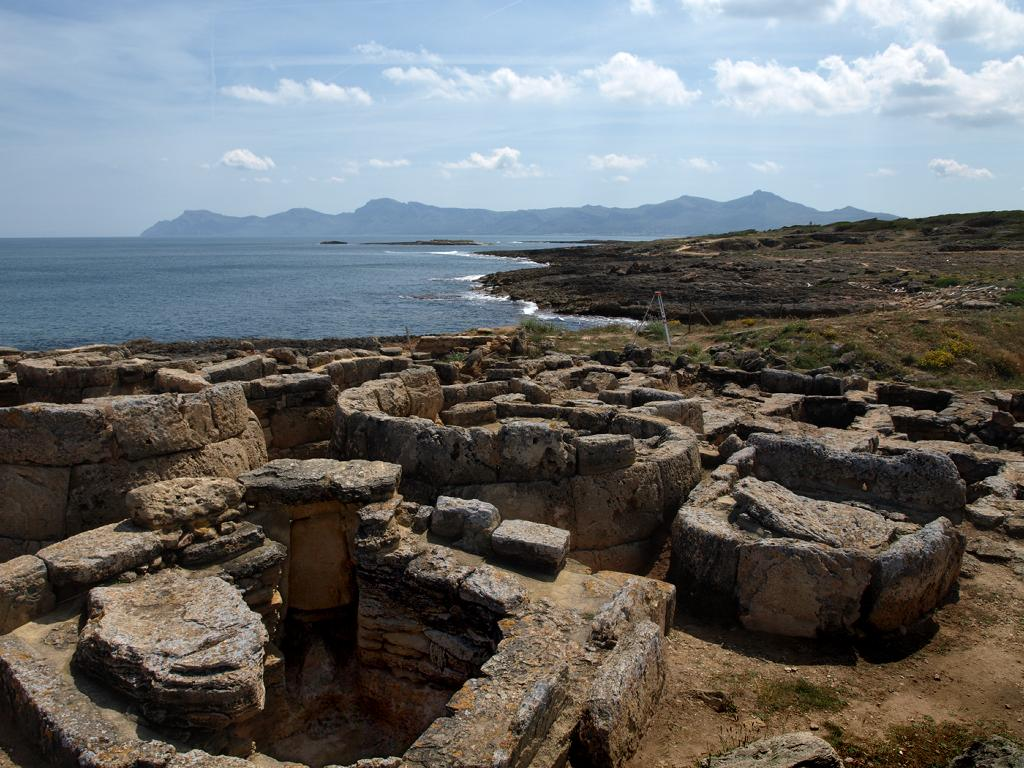
Període posttalaiòtic a Mallorca: Necròpoli de Son Real

A Mallorca també s'observa un creixement dels nuclis de població, tot i que no es documenten creixements urbans tan massius com el del poblat menorquí de Torre d'en Galmés, per exemple. Per altra banda, es detecta un canvi en la tecnologia de producció ceràmica, que substitueix els desgreixants minerals pels degreixants vegetals, fet que no s'observa a Menorca.
· Espais d'hàbitat:
En aquesta illa no s'hi troben recintes de taula, sinó els anomenats santuaris talaiòtics i els habitatges no presenten l'estandardització que es troba a Menorca. En canvi, hi són molt més freqüents les murades, que envolten els poblats.
· Espais funeraris:
A Mallorca també es documenten coves d'enterrament de planta complexa, que poden estar agrupades en necròpolis. Per altra banda, a aquesta illa és més evident el pas dels rituals funeràris col·lectius a les inhumacions individuals, com s'observa per exemple a la necròpoli de Son Real.

## La ceràmica talaiòtica

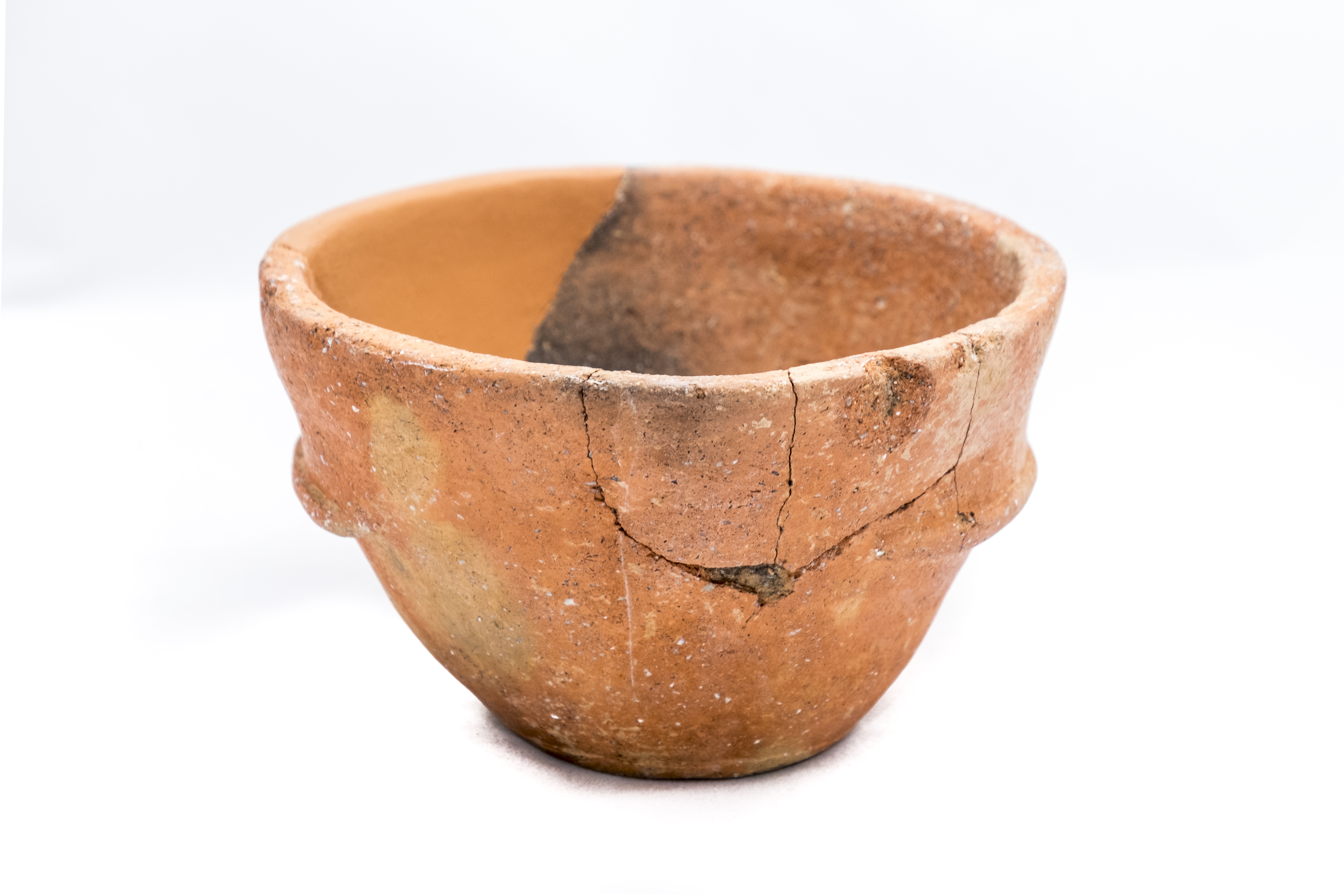
Vaset troncocònic de la cultura talaiòtica de Menorca

La ceràmica prehistòrica de l'etapa talaiòtica és sempre feta a mà, ja que no es coneixia el torn. El sistema de cocció també era força primitiu, tot i que en les etapes finals es troben proves de la utilització de forns tancats. En conseqüència, la ceràmica pròpia d'aquesta cultura presenta un aspecte molt característic: taques de colors diferents (marró i gris) producte de la cocció irregular i desgreixant calcari, de color blanc, molt visible. Els atuells ceràmics, molt abundants, mostren una gran diversitat tipològica: vasos troncocònics, olles globulars, olles carenades, grans contenidors pitoides, etc. S'observen algunes diferències, a nivell tipològic, entre la ceràmica de Mallorca i la de Menorca.

## Altres produccions (indústria òssia, lítica i metal·lúrgica)

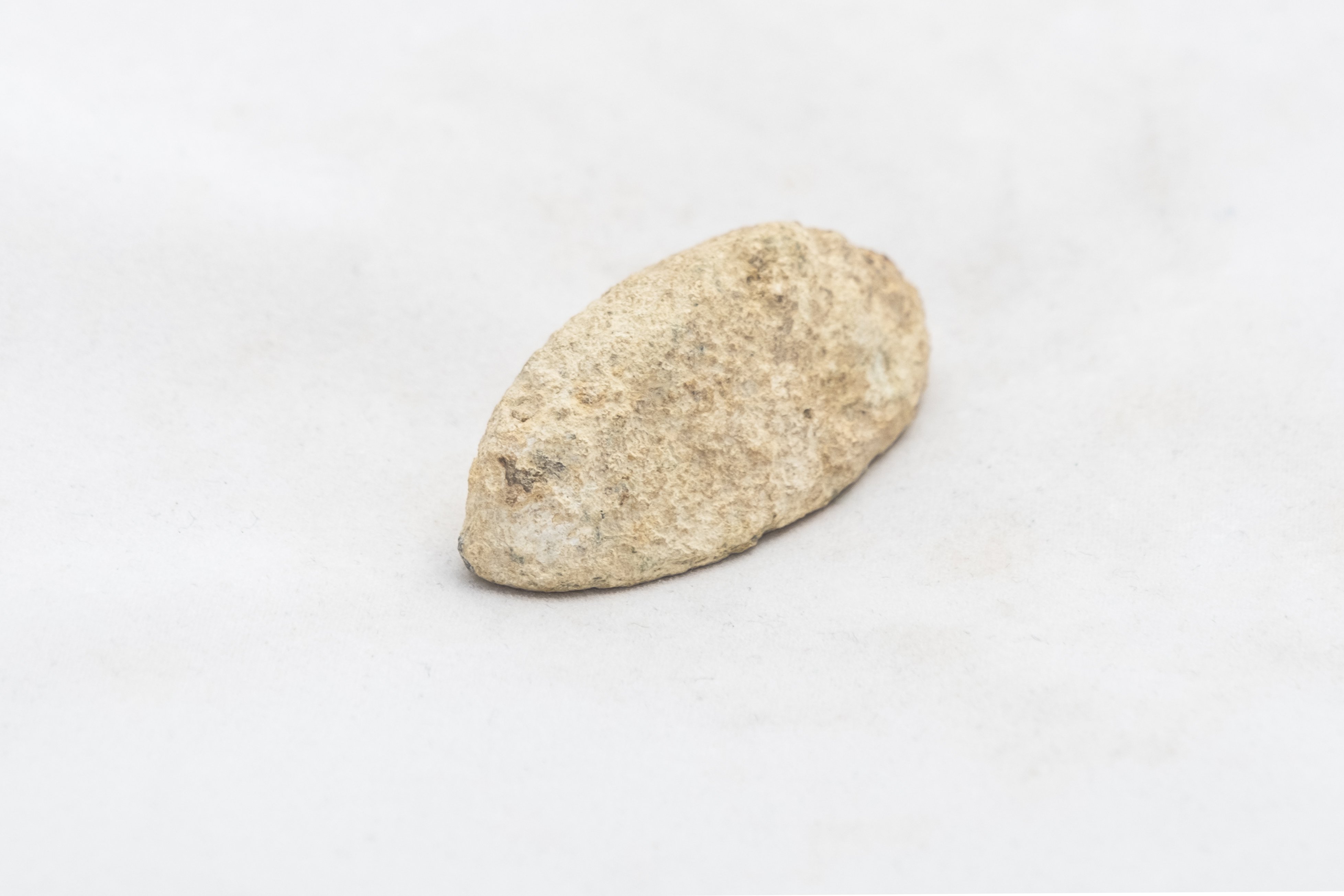
Molí de vaivé de la cultura talaiòtica de Menorca

Són freqüents, en el registre arqueològic d'època talaiòtica, altres tipus d'objectes: punxons i espàtules d'os, molins de vaivé de pedra sorrenca (molons), elements de bronze i, a partir de mitjans del primer mil·lenni aC, de ferro (eines, armes, ornaments personals).

## Adscripció lingüística
Pel que fa a l'adscripció lingüística i l'origen ètnic dels talaiòtics, les dades que permetrien treure'n conclusions són escassíssimes i es limiten a un petit corpus de topònims i antropònims que, al seu torn, és molt insegur, perquè no és possible de tenir la certesa que un topònim és, efectivament, preromà i no pas una aportació posterior, o que un antropònim és indígena, i no pas portat de colons o, simplement, adoptat pels indígenes per moda (fenomen antroponímic ben comú).
Pel que fa als antropònims, després molts treballs i propostes, hom ha identificat cinc antropònims que són raonablement autòctons: Icesta, Isaptu, Paditu i Cudiniu a Mallorca i Aetara a Menorca; la manca d'antroponímia preromana a Eivissa s'explicaria per la colonització fenícia, mentre que per la manca d'antroponímia fenícia hom pensa en possibles llatinitzacions de noms púnics.
Pel que fa a la toponímia, el corpus és força més extens però també molt més insegur, car en general es tracta de topònims documentats a partir de la conquesta catalana el segle xiii i que és dubtós que no siguin de l'àrab o del romanç prejaumí. Hom sol esmentar Alaior, Alaró, Escorca o tots els acabats en el sufix àton -er (-ə): Bóquer (documentat en època romana com a Bocchorum), Búger, Cúber (possessió), Míner, Síller i Sóller.
Finalment, hom té tres testimonis directes d'autors antics sobre el lèxic dels pobladors balears: argistinum (llatí: grando 'calabruix'), documentat pel bisbe Sever de Menorca (segle v dC); laurices ('conillons', 'cries de conill'), documentat per Plini el Vell (segle i dC); i vipiones (llatí: minorem gruem 'grua petita'), també documentat per Plini. Cal tenir en compte que no hi ha cap prova que cap d'aquests tres mots sigui d'origen preromà balear, car es podria tractar de llatí dialectal o de manlleus (i també poden estar corromputs per errors de transmissió textual). De fet, el mateix laurices sembla que s'ha de relacionar amb el mot català lloriguera, amb possibles cognats a tota la Romània; atesa la improbabilitat que un mot panromànic tengui el seu origen en la llengua preromana de les Balears, hom pensa que més aviat es pot tractar d'un manlleu d'aquesta llengua a una altra llengua.
Santiago Pérez Orozco, en la seva tesi doctoral, proposa, tot advertint de la insuficiència dels registres conservats segurs i a partir de l'estudi comparatiu del substrat preromà, que la primera parla baleàrica hauria format part d’un continu lingüístic preindoeuropeu que s'hauria estès des de Ligúria a Portugal i les illes tirrèniques occidentals i que hauria estat portat per les primeres poblacions establertes a les balears, i potser a les Pitiuses, des del Golf de Lleó i/o Catalunya i encara per successives onades migratòries, tal vegada amb alguna aportació del sud de la península Ibèrica i de Sardenya. Aquest continu lingüístic hauria quedat fracturat a partir de finals del segon mil·lenni a.C. per la intromissió indoeuropea, i especialment cèltica, que hauria donat lloc a que les inevitables variants dialectals, evolucionessin en el túrdul-turdetà, l'ibèr, el ligur, el nuràgic o fins i tot el basco-aquità, llengües entre les quals també hauria adquirit personalitat pròpia el baleàric de Mallorca i Menorca.

## Candidatura de la Menorca Talaiòtica a patrimoni mundial
Actualment, una selecció de jaciments prehistòrics de Menorca opten a ser declarats patrimoni de la humanitat per la UNESCO, sota el nom de Menorca Talaiòtica. Els jaciments en qüestió són: Necròpolis de Cala Morell, Naveta des Tudons, Es Castellàs des Caparrot de Forma, Ses Roques Llises, Trepucó, Poblat talaiòtic de Torralba d'en Salort, Cova des Càrritx, Taula de Torrellisar, Hipogeu de Torre del Ram, Hipogeus de Biniai Nou, Monument de na Comerma de sa Garita, Naveta de Biniac Oriental, Navetes de Rafal Rubí, Necròpolis i Es Castellet de Calescoves, Poblat de Son Mercer de Baix, Poblat talaiòtic de Binissafúller, Poblat talaiòtic de Montefí, Sa Cudia Cremada, Poblat talaiòtic de Sa Torreta, Poblat talaiòtic de Sant Agustí, Poblat talaiòtic de Torrellafuda, Torretrencada, Sala hipòstila des Galliner de Madona, So na Caçana, Sepulcre de Son Olivaret, Talaiot de Torelló, Talaiot de Trebalúger, Poblat de Cala Morell, Torre d'en Galmés, Cornia Nou, poblat de Son Catlar.
Informació actualitzada per un bot. Els canvis manuals es perdran quan s'actualitzi!